# Вятский Преображенский монастырь
Вя́тский Преображе́нский монасты́рь (Вя́тский Спа́со-Преображе́нский Новоде́вичий монасты́рь) — женский монастырь в городе Кирове (Кировская область).

## История

### Основание
Преображенский девичий монастырь относится к числу ранних комплексов города. Был основан по грамоте Михаила Федоровича и при поддержке патриарха Филарета в начале XVII столетия. Деревянные монастырские строения располагались за кремлевскими укреплениями на высоком холме над Вяткой. Небольшой монастырь, отделенный от старого Кремля рвом, стоял уединенно, «прилежа» только с северо-запада к Пятницкой слободе.
Даты основания рознятся.По «Истории российской иерархии» (ч.III) он основан в 1624 году, по списку с грамоты Михаила Фёдоровича Романова — 1635 г. В первой половине XVII века им была подарена монастырю икона преподобного Михаила Малеина. На сегодняшний день официально признана дата основания обители — 1624 год.
Основательницей обители была игуменья Евфимия. Она родилась около 1587 г. Достигнув совершеннолетия, вышла замуж за Савву Толмачёва, и вскоре в семье появился сын Иван, который позднее служил дьячком в Ильинской церкви монастыря и жил за обителью на посаде. Евфимия имела троих внуков: Данилу, который исполнял должность пономаря в той же церкви, Степана и Дмитрия.
Вероятно, овдовев и, будучи набожным человеком, Евфимия собрала 75 сестёр и начала строить церковь и кельи. Все постройки были деревянными. ХVII век был нелёгким периодом в жизни обители. Её часто опустошали пожары, и на протяжении всего столетия в монастыре не прекращались строительные работы. Он неоднократно перестраивался и каждый раз возводился на том же месте.

### Каменный храм
Только в конце XVII века по благословению архиепископа Ионы началось строительство каменного храма. Первая каменная церковь в обители, которая до сих пор стоит на том же месте, была окончена и освящена в 1695 году.
Эту дату называл автор «Временника…», где об этом событии писал так: «Лета 7204 (1695) сентября в 12 день освящена каменная церковь в девиче монастыре, строение гостиной сотни Андреева сына Гостева».
С 1744 по 1782 монастырём проводился крестный ход. В нём древнюю икону святых мучеников и исповедников Гурия, Симона и Авива из Преображенской обители вместе с образом Спаса Нерукотворного из Спасского собора в крестный ход вниз по реке Вятке с 3 сентября по 10 ноября «для всенародного моления на строение церковной кровли прочую нужду». После 1782 года по просьбе протоиерея Спасского собора в крестном ходе носили только образы храма.
В середине XVIII века к церкви пристроили трапезную (переделана в 1803 г. по проекту арх. Ф.Рослякова). С окончанием постройки в 1796 году хождение с иконой Гурия, Симона и Авива из Преображенского девичьего монастыря был возобновлено.
В 1770 г. была возведена монастырская колокольня, в 1821 г. она была перестроена. В 1838 г. с запада к колокольне был пристроен настоятельский корпус с домовой церковью Тихвинской иконы Божией Матери.

### Расцвет

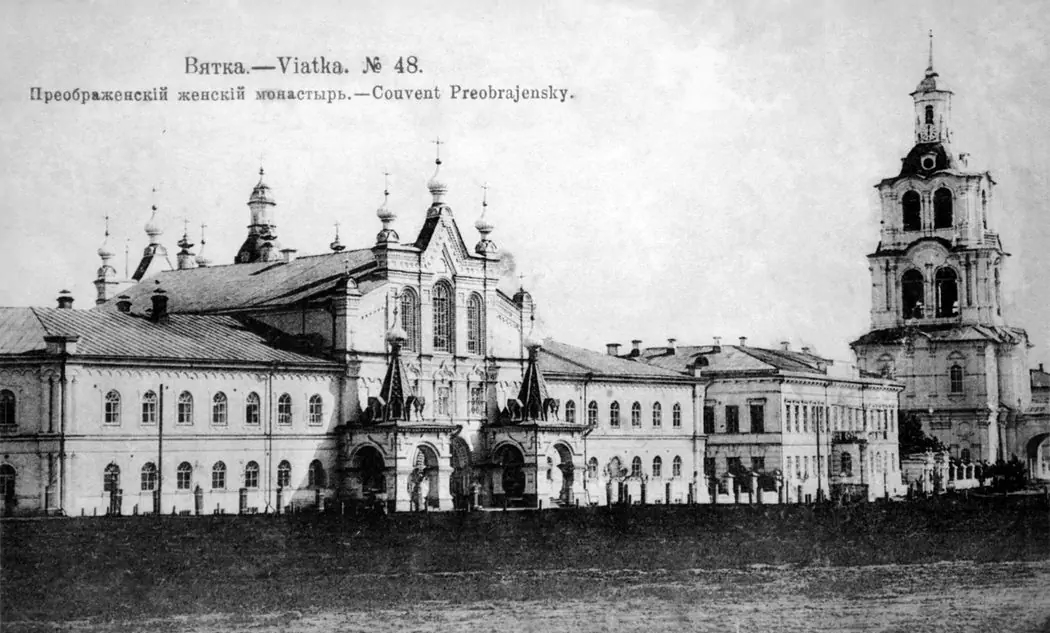
Правое крыло сестринского корпуса Преображенского монастыря вместе с Троицким собором. 1902-1903 гг.

Расцвет обители приходится на вторую половину XIX века, особенно на время управления игуменьи Емерентианы (1862-1889). При ней в монастыре были открыты школа и различные мастерские, а также выстроен северо-западный каменный келейный корпус в русском стиле (1870-83, арх. А.С. Андреев) с домовой церковью в честь иконы Божией Матери «В скорбех и печалех Утешение».
В 1891 г. при монастыре открыто женское отделение миссионерской школы Вятского братства Николая чудотворца. Действовали мастерские: живописная, позолотная и рукодельная.

### Уничтожение большевиками

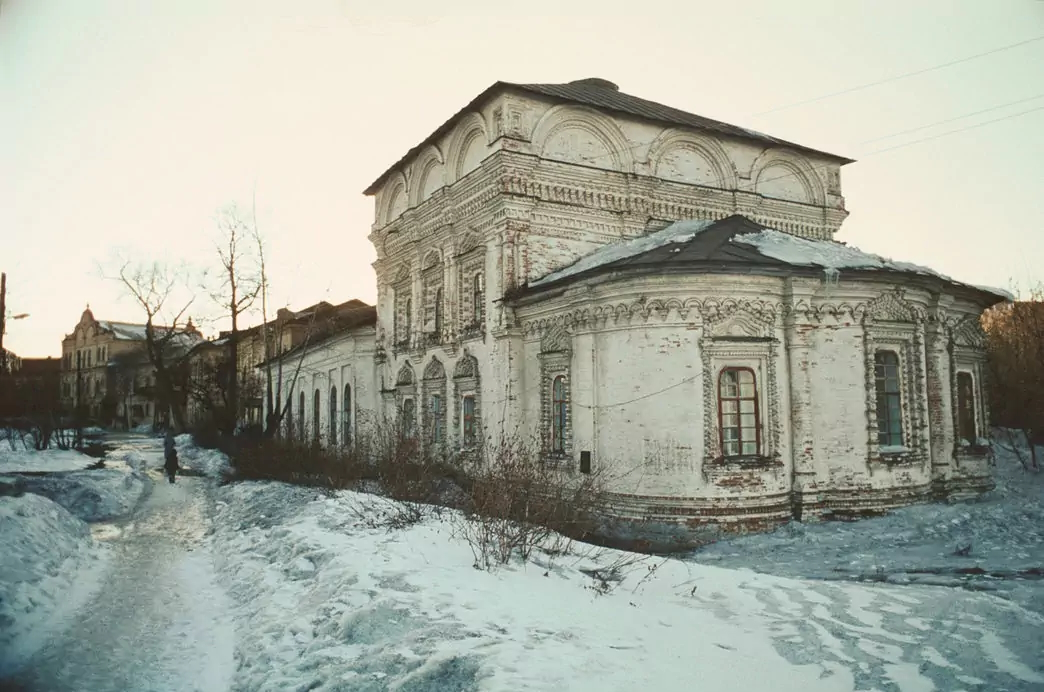
Спасо-Преображенская церковь в 1986.

После октябрьского переворота монастырь жил ещё год и был закрыт в 1918 году, но несмотря на сложное время богослужение в нём совершалось до 23-го года. В 1924 г. монастырь был закрыт окончательно. Колокольня была разрушена, храмы осквернены и переоборудованы под жилье, таким образом в советское время в здании монастыря располагались общежитие, спортивная школа, и прочие организации.

Сохранилось письмо, которое писали сестры Преображенского девичьего монастыря в ликвидационную комиссию:
«Мы, сестры трудовой общины, узнали, что нашу церковь хотят ломать. А мы знаем, что есть справедливость, и теперь в особенности она есть, и поэтому решили написать письмо братьям-товарищам… Мы молим и просим только об одном: оставьте нам нашу церковь — это наша жизнь. Нам всем легче лишиться жизни, чем потерять эту церковь. Мы все труженицы-крестьянки эту церковь строили своими руками. Мы сами носили на себе камни, кирпичи, глину, и только мастера мужчины нам выложили стены. Мы сами шпаклевали, делали резьбу на иконостасе, золотили, писали иконы. Эта церковь — наша душа, наша радость. Оставьте ее нам. А мы по-прежнему будем работать на товарищей красноармейцев: мыть полы в казармах, топить печи, шить рубашки, печь хлеба. С какими бы просьбами они к нам ни обращались, мы всегда рады услужить: делиться и имуществом нашим с ними. Мы глубоко верим, что эта просьба — крик нашей наболевшей души — будет услышана, и мы получим радостный для нас ответ. Подписуемся: все сестры общины».

### Восстановление
В 1991 году по ходатайству правящего епископа Хрисанфа здание возвращено Вятской епархии. В 2001 году игуменья София (Розанова) с сестрами положили начало возрождению древней обители. В 2003 году на главном храме монастыря был восстановлен купол.
В 2005 году состоялось торжественное перенесение мощей святителя Виктора епископа Вятского и Глазовского, стали совершаться богослужения.
В 2014 году, по благословению митрополита Вятского и Слободского Марка, на храм в честь иконы Божией Матери «В скорбех и печалех Утешение» были подняты шесть новых куполов с золочеными крестами. Сегодня в здании этого храма располагается спортивная школа, но согласно вышедшему закону в ближайшее время его надлежит вернуть Церкви.

## Архитектурный ансамбль

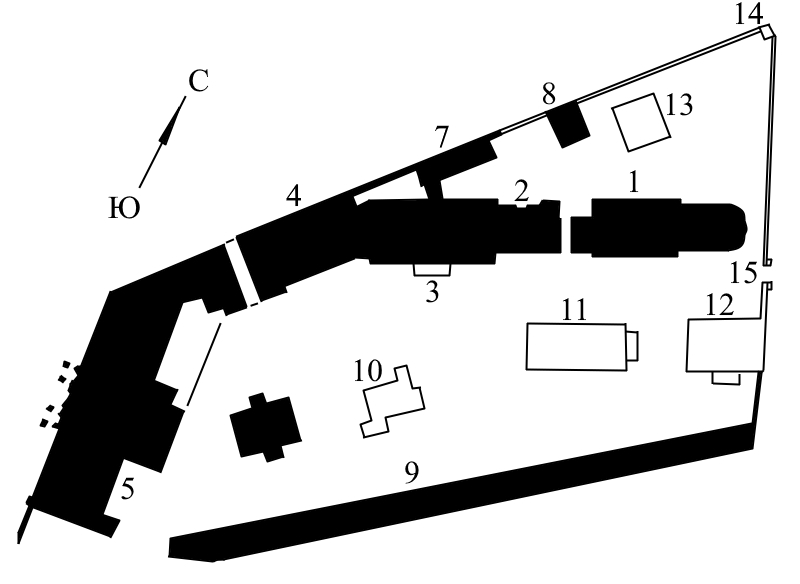
Схема вятского Преображенского монастыря.

### План монастыря
На данной схеме изображён план Преображенского монастыря. Чёрным цветом обозначены сохранившиеся здания.
1. Спасо-Преображенская церковь, 1696 года — первое каменное сооружение на территории монастыря.
2. Домовая церковь Тихвинской иконы Божьей Матери. 1838 год.
3. Кельи настоятельницы и казначеи. 1839 год.
4. Северо-западный корпус. 1870—1883 годы.
5. Церковь Божьей Матери «Утоли скорбь и печали». 1883 год.
6. Монашеские кельи. 1830-е годы.
7. Монастырская пекарня. Начало XIX века.
8. Сторожка. Вторая половина XIX века.
9. Южная линия ограды. Середина XIX века.
10. Полукаменный дом Ольги и Елизаветы. 1860-е годы.
11. Полукаменный дом для монашеских келий и рукоделий. Середина XIX века.
12. Полукаменный дом для монашеских келий. Конец XIX века.
13. Дом полукаменный. Конец XIX века.
14. Каменная северо-восточная башня. 1831—1837 годы.
15. Восточные ворота и ограда. 1831—1837 годы.

## Жизнь монахинь

### Жалованье
В 1721 г. был создан высший государственный орган – Святейший Синод, который ведал делами Православной Церкви. С этого времени увеличилось количество официальной документации, составлявшей объёмные тома в монастырском архиве.
Указ от 24 мая 1722 г. определял штаты монахов в каждом монастыре и их жалованье. Годовое содержание одного монаха составляло «денег пять рублев и хлеба пять четвертей».  В этом указе предписывалось уменьшить в монастырях, находящихся на государственном содержании, треть или половину штатных монахов и монахинь и перевести их в те обители, в которых они питались трудами и рукоделием.
Каждый год игуменье с сестрами выделялось «на пропитание хлеба ржи и ярового 183 четверти, на братскую пищу, на покупку соли и протчих припасов и на всякую одежду и на обувь денег 183 руб., на церковные потребы и починки постройки и прочее монастырское строение 30 руб., попам и причетники на пропитание денег 20 руб., хлеба ржи и ярового 213 четвертей.
Всего в расход впредь быть надлежит повсягодно денег 233 руб., хлеба ржи и ярового 213 четвертей».  Монастырь был небогатым, и обеспечивал сёстрам лишь прожиточный минимум.

### Численность
Указом от 7 января 1723 года объявлялось «впредь монахов и монахинь не постригать». В 1727 году в Преображенской обители проживало 60 монахинь во главе с игуменьей Феодосией. В монастырских храмах служили два священника, один дьячок, два пономаря.
В первой половине ХVIII столетия в обители проживало: 1717 г. — 76 монахинь, 1735 г. — 85 монахинь, 1739 г. — 50 монахинь, 1745 г. — 39 монахинь, 1747 г. — 28 монахинь.
В ГАКО удалось обнаружить уникальный документ – подробный список монахинь монастыря 1735 года. В нём указаны 84 монахини во главе с игуменьей Феодосией. По этому документу можно получить представление о социальном происхождении и возрасте обитательниц монастыря (от 30 до 120 лет).
1736-1737 годы были горестными для обители. После «запретительного указа 1723 года о пострижении» в Вятскую епархию пришло предписание о расстрижении тех монахов и монахинь, которые приняли постриг после указа. К доношению в архиерейский духовный приказ от 9 сентября 1737 года приложена ведомость иеромонаха Успенского Трифонова монастыря Герасима о расстрижении в Хлыновском Преображенском женском монастыре, в котором указывались имена 10 монахинь в 1736 году, 45 — в 1737 году.
Документ заканчивался словами: «Вышеобъявленные монахини расстрижены… и посланы с письмами известиями на прежние жилища». Это событие было большим потрясением для многих обитательниц монастыря. Несмотря на это, к концу первой половины ХVIII в. Хлыновский Преображенский девичий монастырь был одним из наиболее крупных среди женских обителей Вятской и Великопермской епархии.

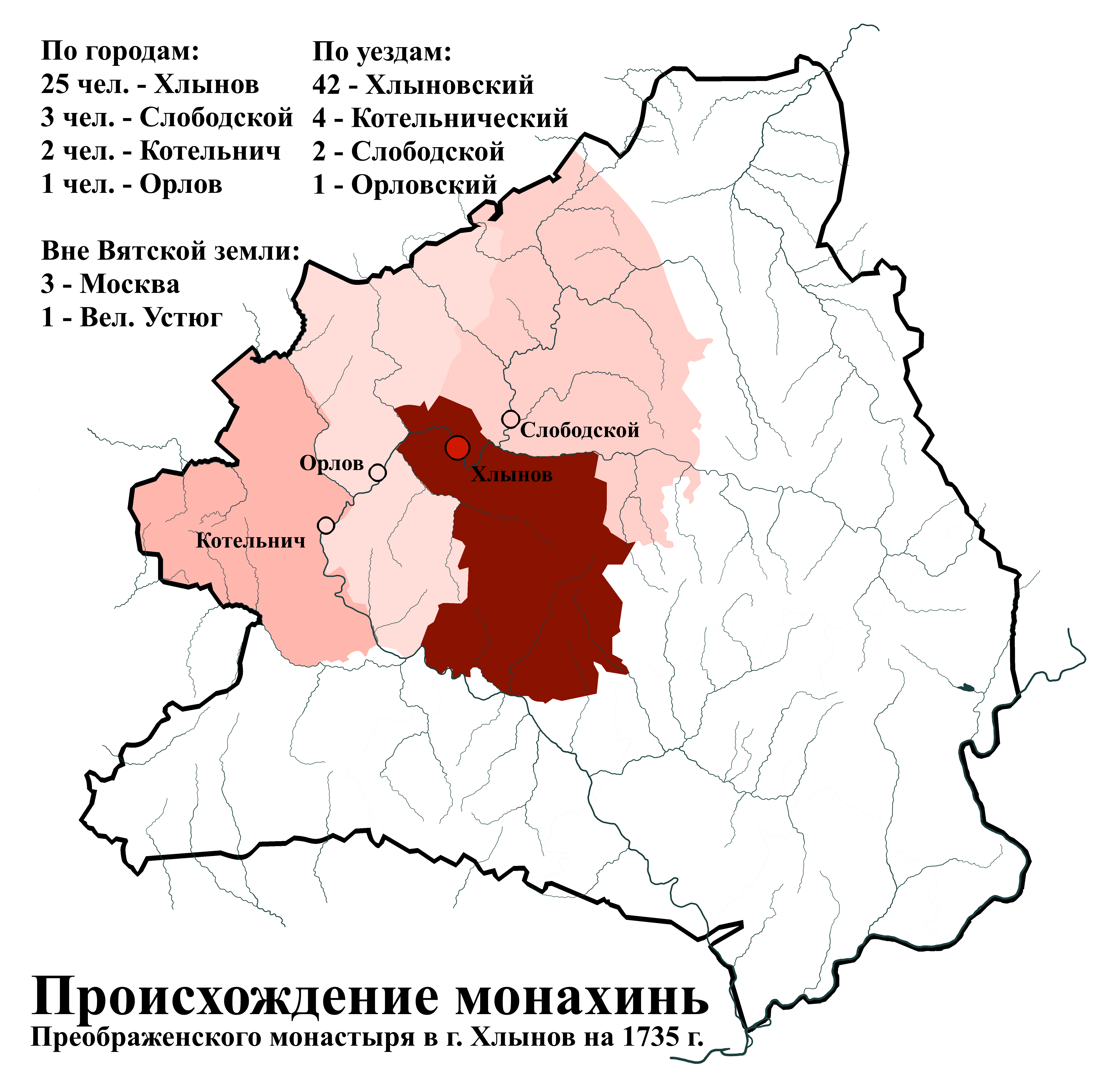
Происхождение монахинь Преображенского монастыря в Хлынове в 1735 году. Всего числилось 80 вятчанок.

### Происхождение
Среди сестёр обители преобладали вышедшие из крестьянского сословия, таковых было 41 чел. Из посадского населения вышло 24 монахини. Сама игуменья Феодосия Стефановна Оревкова – тоже дочь посадского жителя г. Хлынова. К духовному сословию принадлежало 7 монахинь, 6 вышло из солдатских семей. Из 85 монахинь в обители проживало 16 девиц и 69 вдов.
Из документа 1735 года видно, что подавляющее большинство девушек и женщин, искавших приюта в монастырских стенах, уходили в обитель по душевной склонности или от житейских невзгод.
Настоятельница монастыря, игуменья Феодосия, осуществляла духовное управление обителью, наблюдала за поддержанием в ней порядка, заботилась о её благоустройстве. На имя игуменьи подавались личные послания, доношения, соображения по различным вопросам.

### Условия
Монастырская жизнь не была праздной. Сестры жили в кельях по несколько человек, чтобы опытные монахини общались с вновь постриженными. В кельях обычно находились иконы, книги, рукомойник. Монахини много молились, много трудились, выполняли церковные и хозяйственные работы, занимались рукоделием, выделывали льняную пряжу, пряли, ткали, шили одежду из простого полотна, пекли хлеб, изготовляли свечи. Старшие монахини по возрасту и болезням освобождались от послушания. В тяжёлые для монастыря дни пищу принимали два раза в день, третий обед полагался только немощным и больным сестрам. Бывали дни, когда в монастыре не было даже хлеба. На стол подавались морковь, репа, капуста, горох, грибы, уха.

## Известные настоятельницы (игуменьи) (годы упоминания)
- Евфимия (Силуянова) (1614—1654)
- Мавра (Толмачёва) (1661—1671)
- Параскева (1684—1692)
- Анна (Рязанцева) (1693—1705)
- Варвара (1714—1718)
- Феодосия (1729—1743)

Игуменья Епифания (Шкляева) (1842—1917)

- Маргарита (Цырешникова) (1764—1771)
- Мариамна (Золотавина) (1772—1778)
- Мария (Вавилова) (1778—1781)
- Таисия (Сеземова) (—1782—)
- Серафима (Титова) (1798—1833)
- Павла (Ветохина) (1833—1837)
- Афанасия (Банникова, по мужу Рожнова) (1837—1843)
- Сусанна (Изергина) (1843—1862)
- Емеритиана (Севрюгина) (1862—1889)
- Евгения (—1908)
- Епифания (Шкляева)
- София (Розанова) (2001—2022)

## Игуменский двор
Среди детей боярских, служивших в XVII—XVIII вв. Преображенским игуменьям, известны фамилии Соломиных и др.

## Галерея

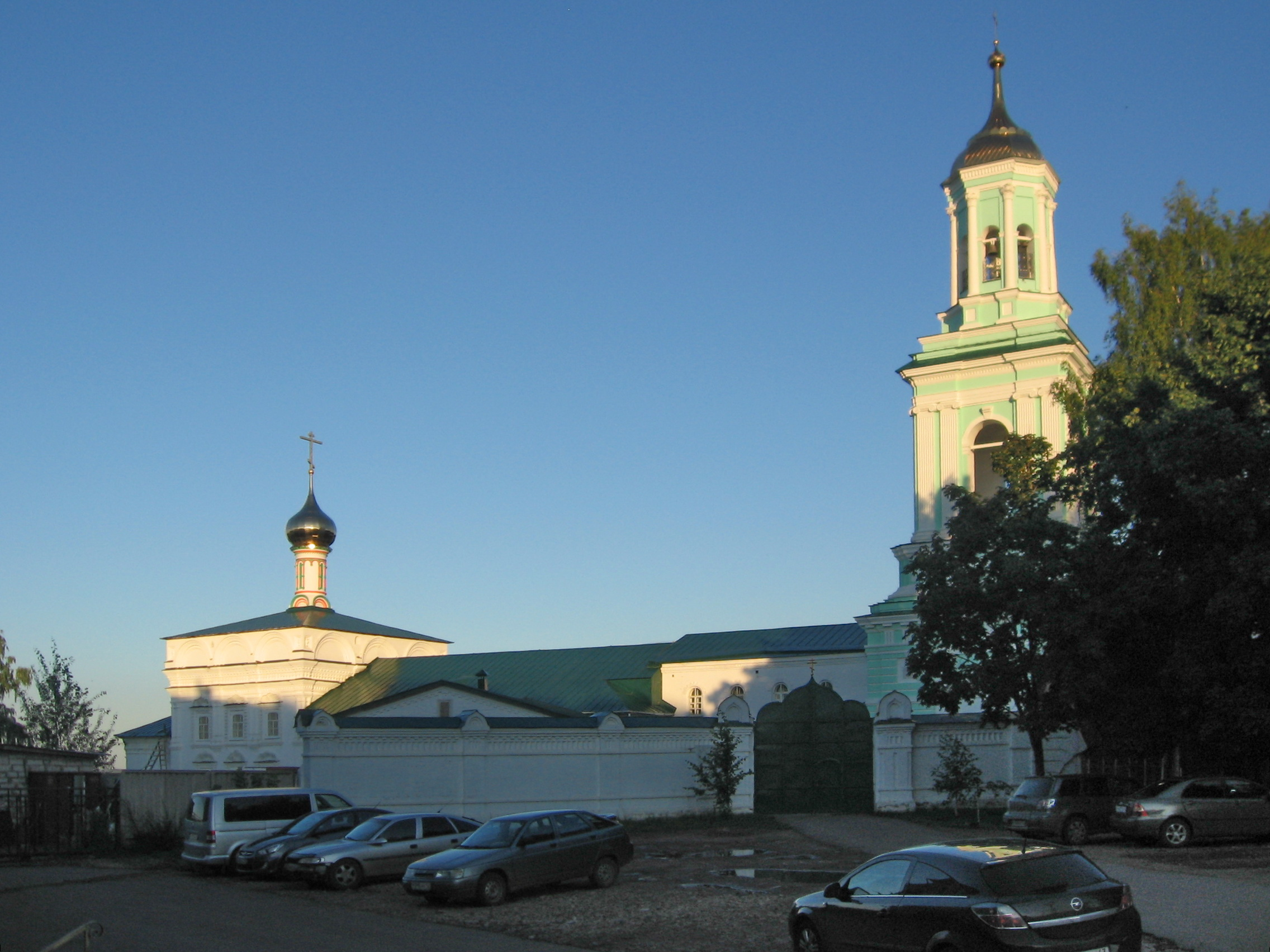
Спасо-Преображенская церковь
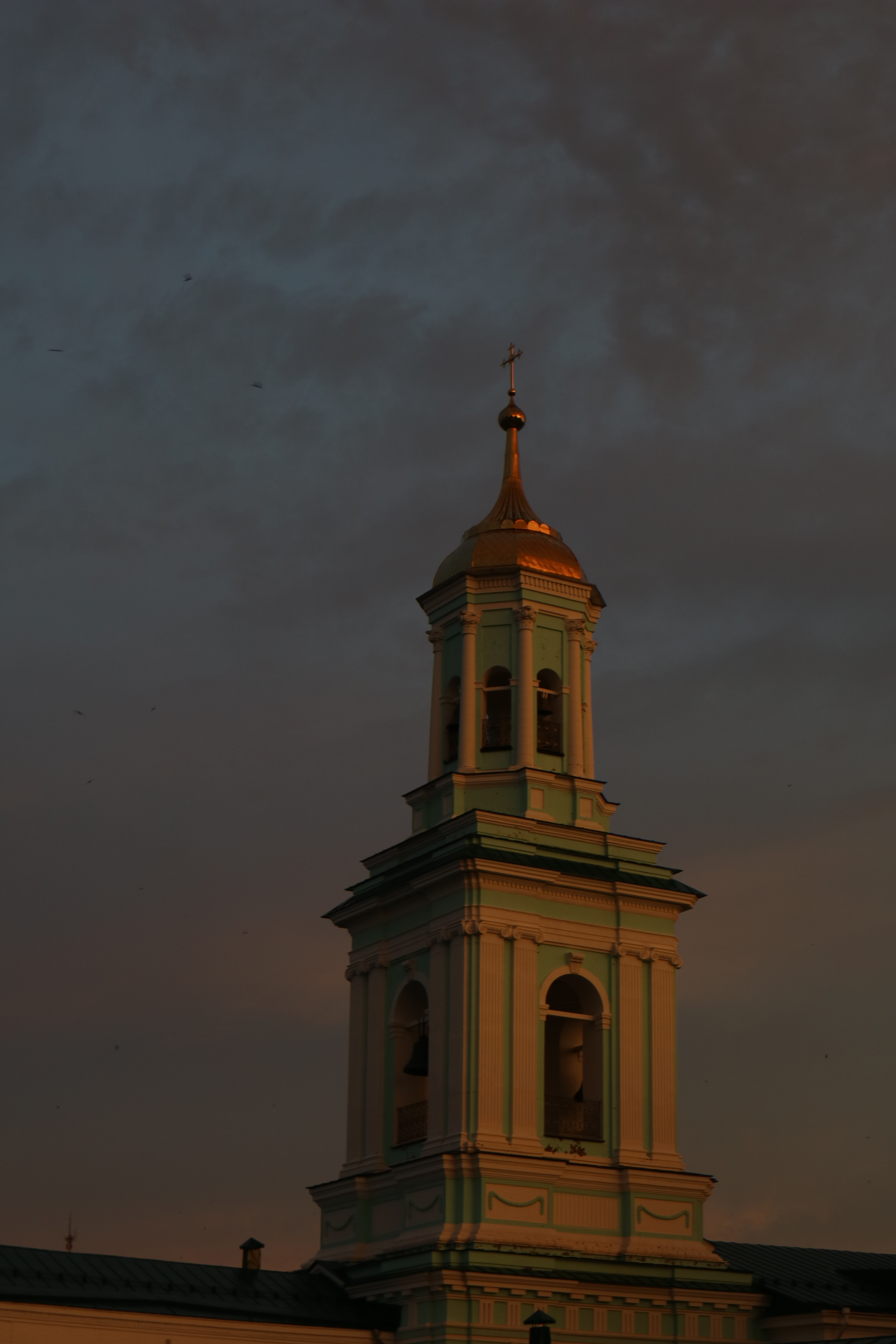
Спасо-Преображенская церковь на закате
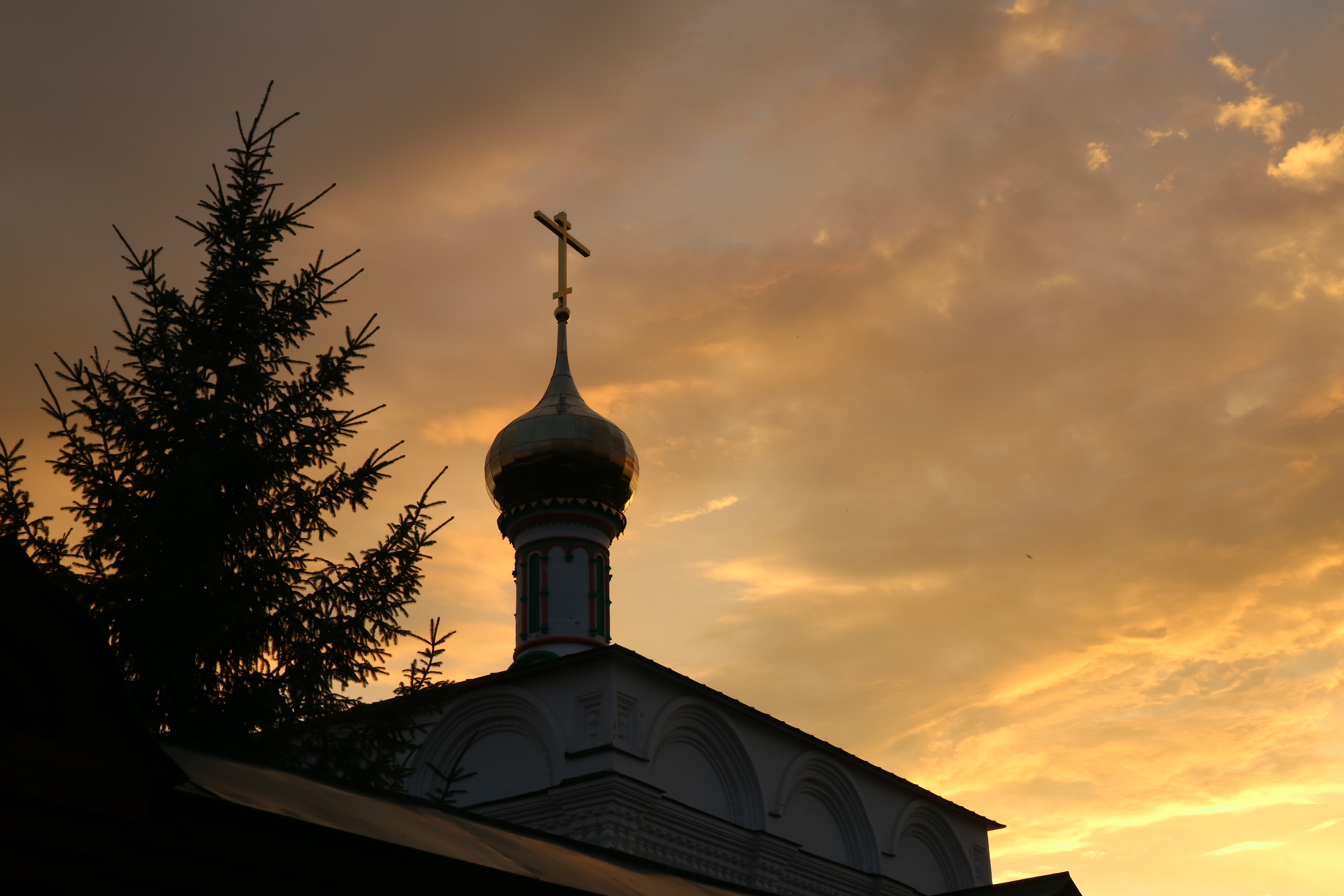
Спасо-Преображенская церковь на закате